# Vestone
Vestone (lombardul: Istù vagy Vistù) település Olaszországban, Lombardia régióban, Brescia megyében. Lakosainak száma 4142 fő (2023. január 1.). Vestone Barghe, Casto, Mura, Pertica Alta, Pertica Bassa, Preseglie, Treviso Bresciano, Bione, Lavenone és Provaglio Val Sabbia községekkel határos.

## Népesség
A település lakossága az elmúlt években az alábbi módon változott:
| Lakosok száma | 4340 | 4295 | 4142 |
|               | 2017 | 2018 | 2023 |